# Greenhills

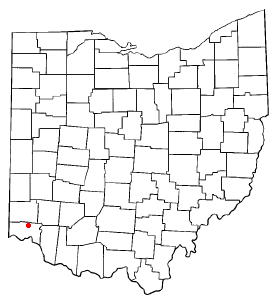
Położenie miejscowości na mapie stanu Ohio

Greenhills – wieś w USA, w stanie Ohio, w hrabstwie Hamilton.
Liczba mieszkańców w 2000 roku wynosiła 4 103.